# Benthocodon
Genre
Benthocodon est un genre de trachyméduses (hydrozoaires) de la famille des Rhopalonematidae.

## Liste d'espèces
Selon World Register of Marine Species (16 janvier 2019) :
- Benthocodon hyalinus Larson & Harbison, 1990

## Publication originale
- Larson & Harbison, 1990 : Medusae from Mcmurdo Sound, Ross Sea including the descriptions of two new species, Leuckartiara brownei and Benthocodon hyalinus. Polar Biology, vol. 11, n. 1, (introduction) (en).